# Vágner
Vágner Rogério Nunes znany jako Vágner (ur. 19 marca 1973 w Bauru) – brazylijski piłkarz grający na pozycji środkowego pomocnika.

## Kariera klubowa
Piłkarską karierę Vágner rozpoczynał w małym klubie Arapongas. W 1990 roku podjął treningi w Paulista Futebol Clube i w jego barwach zadebiutował rok później w profesjonalnym futbolu. W 1993 roku został zawodnikiem União São João Esporte Clube i tam spędził kolejne 2 lata. W 1995 roku przeszedł do Santos FC i wtedy też zaczął występować w rozgrywkach brazylijskiej Serie A. W Santosie na ogół był zawodnikiem rezerwowym i w klubie tym spędził 2,5 roku.
Latem 1997 Vágner wyjechał do Europy, a jego pierwszym klubem na tym kontynencie była włoska AS Roma. W drużynie tej występował wraz ze swoimi czterema rodakami: Cafu, Aldairem, Antôniem Carlosem Zago oraz Paulo Sérgio. W Serie A rozegrał jednak tylko 11 spotkań i już po sezonie powrócił do Brazylii. Do końca 1998 roku występował w CR Vasco da Gama z miasta Rio de Janeiro (wywalczył Copa Libertadores), a na początku 1999 roku został piłkarzem São Paulo Futebol Clube (mistrzostwo stanu São Paulo). W 2000 roku Rogerio zaliczył jedno spotkanie w innej drużynie z São Paulo, SE Palmeiras.
Latem 2000 roku Vágner znów postanowił spróbować swoich sił w Europie i wyjechał do hiszpańskiej Celty Vigo. W Primera División zadebiutował 10 września w wygranym 2:0 wyjazdowym meczu z CA Osasuna. W Celcie występował w pierwszym składzie wraz z innymi rodakami, Dorivą oraz Edu. W 2001 roku zajął z Celtą szóste miejsce w lidze, w 2002 – piąte, a w 2003 – czwarte. W sezonie 2003/2004 zadebiutował w rozgrywkach Ligi Mistrzów. Na koniec sezonu zajął jednak z Celtą przedostatnią 19. pozycję, a klub z Vigo spadł do Segunda División. Vágner wrócił do ojczyzny i do końca 2004 roku grał w Clube Atlético Mineiro, a następnie zakończył piłkarską karierę.
| Sezon   | Klub                    | Kraj      | Rozgrywki             | Mecze | Bramki |
| ------- | ----------------------- | --------- | --------------------- | ----- | ------ |
| 1991    | Paulista Futebol Clube  | Brazylia  | Campeonato Brasileiro | ?     | ?      |
| 1992    | Paulista Futebol Clube  | Brazylia  | Campeonato Brasileiro | ?     | ?      |
| 1993    | União São João          | Brazylia  | Campeonato Brasileiro | 13    | 0      |
| 1994    | União São João          | Brazylia  | Campeonato Brasileiro | 20    | 3      |
| 1995    | Santos FC               | Brazylia  | Campeonato Brasileiro | 16    | 4      |
| 1996    | Santos FC               | Brazylia  | Campeonato Brasileiro | 17    | 1      |
| 1997    | Santos FC               | Brazylia  | Campeonato Brasileiro | 17    | 0      |
| 1997/98 | AS Roma                 | Włochy    | Serie A               | 11    | 0      |
| 1998    | CR Vasco da Gama        | Brazylia  | Campeonato Brasileiro | 12    | 0      |
| 1999    | São Paulo Futebol Clube | Brazylia  | Campeonato Brasileiro | 11    | 1      |
| 2000    | SE Palmeiras            | Brazylia  | Campeonato Brasileiro | 1     | 0      |
| 2000/01 | Celta Vigo              | Hiszpania | Primera División      | 27    | 1      |
| 2001/02 | Celta Vigo              | Hiszpania | Primera División      | 20    | 4      |
| 2002/03 | Celta Vigo              | Hiszpania | Primera División      | 23    | 1      |
| 2003/04 | Celta Vigo              | Hiszpania | Primera División      | 19    | 0      |
| 2004    | Clube Atlético Mineiro  | Brazylia  | Campeonato Brasileiro | ?     | ?      |

## Kariera reprezentacyjna
W reprezentacji Brazylii Vágner zadebiutował 31 maja 2001 w wygranym 2:0 spotkaniu z Kamerunem w ramach Pucharu Konfederacji. Był to jego jedyny występ w kadrze narodowej „Canarinhos”.